# Großer Preis von China 2019
Der Große Preis von China 2019 (offiziell Formula 1 Heineken Chinese Grand Prix 2019) fand am 14. April auf dem Shanghai International Circuit in Shanghai statt und war das dritte Rennen der Formel-1-Weltmeisterschaft 2019. Zudem war es das 1000. Rennen in der Geschichte der Formel-1- bzw. Automobil-Weltmeisterschaft.

## Bericht

### Hintergründe
Nach dem Großen Preis von Bahrain führte Valtteri Bottas in der Fahrerwertung mit einem Punkt vor Lewis Hamilton und mit 17 Punkten vor Max Verstappen. In der Konstrukteurswertung führte Mercedes mit 39 Punkten vor Ferrari und mit 56 Punkten vor Red Bull Racing.
Beim Großen Preis von China stellte Pirelli den Fahrern die Reifenmischungen P Zero Hard (weiß, Mischung C2), P Zero Medium (gelb,C3) und P Zero Soft (rot, C4) sowie für Nässe Cinturato Intermediates (grün) und Cinturato Full-Wets (blau) zur Verfügung.
Die DRS-Zonen blieben im Vergleich zum Vorjahr unverändert, der Messpunkt für die erste Zone befand sich 35 Meter vor Kurve 16, die Zone selbst lag auf der Start-Ziel-Geraden und begann 98 Meter nach der letzten Kurve. Der Messpunkt für die zweite DRS-Zone befand sich in Kurve zwölf, aktiviert werden durfte das DRS dann 752 Meter vor Kurve 14.
Romain Grosjean (acht), Lance Stroll, Verstappen (jeweils sieben), Sergio Pérez, Sebastian Vettel (jeweils fünf), Bottas, Pierre Gasly (jeweils vier), Nico Hülkenberg, Carlos Sainz jr. (jeweils drei), Kevin Magnussen und Kimi Räikkönen (jeweils zwei) gingen mit Strafpunkten ins Rennwochenende.
Mit Hamilton (fünfmal), Räikkönen, Daniel Ricciardo und Vettel (jeweils einmal) traten vier ehemalige Sieger zu diesem Grand Prix an.
Als Rennkommissare für dieses Rennwochenende fungierten Tim Mayer (USA), Steve Stringwell (GBR), Derek Warwick (GBR) und Zheng Honghai (CHN).

### Training
Im ersten freien Training war Vettel mit einer Rundenzeit von 1:33,911 Minuten Schnellster vor Hamilton und Charles Leclerc.
Im zweiten freien Training fuhr Bottas in 1:33,330 Minuten die Bestzeit vor Vettel und Verstappen.
Im dritten freien Training war Bottas erneut Schnellster, diesmal mit einer Rundenzeit von 1:32,830 Minuten. Zweiter wurde Vettel vor Leclerc. Das Training wurde wegen eines Unfalls von Alexander Albon vorzeitig beendet.

### Qualifying
Das Qualifying bestand aus drei Teilen mit einer Nettolaufzeit von 45 Minuten. Im ersten Qualifying-Segment (Q1) hatten die Fahrer 18 Minuten Zeit, um sich für das Rennen zu qualifizieren. Alle Fahrer, die im ersten Abschnitt eine Zeit erzielten, die maximal 107 Prozent der schnellsten Rundenzeit betrug, qualifizierten sich für den Grand Prix. Die besten 15 Fahrer erreichten den nächsten Teil. Albon konnte nach seinem Unfall im freien Training nicht teilnehmen, Antonio Giovinazzi konnte wegen eines technischen Defektes ebenfalls keine gezeitete Runde fahren. Beide qualifizierten sich nicht für den Grand Prix, erhielten aber dennoch die Starterlaubnis, da sie im freien Training ausreichend schnell gewesen waren. Bottas war Schnellster. Neben Albon und Giovinazzi schieden die Williams-Piloten und Stroll aus.
Der zweite Abschnitt (Q2) dauerte 15 Minuten. Die schnellsten zehn Piloten qualifizierten sich für den dritten Teil des Qualifyings. Beide Mercedes- und Ferrari-Fahrer sowie Verstappen erzielten ihre schnellste Rundenzeit auf der Medium-Mischung, alle übrigen auf Soft. Hamilton war Schnellster. Die McLaren-Piloten, Räikkönen, Pérez und Daniil Kwjat schieden aus.
Der finale Abschnitt (Q3) ging über eine Zeit von zwölf Minuten, in denen die ersten zehn Startpositionen vergeben wurden. Bottas fuhr mit einer Rundenzeit von 1:31,547 Minuten die Bestzeit vor Hamilton und Vettel. Es war die siebte Pole-Position für Bottas in der Formel-1-Weltmeisterschaft.

### Rennen
Verstappen und Robert Kubica drehten sich in der Einführungsrunde, als sie beim Aufwärmen der Reifen unaufmerksam waren. Beide fuhren jedoch weiter und nahmen das Rennen von ihren Startpositionen auf.
Beim Start ging Hamilton in Führung vor Bottas, Leclerc überholte Vettel. Pérez startete gut und überholte im Laufe der ersten Runde Kwjat, beide Haas-Piloten und Hülkenberg. Im Mittelfeld berührte kurz darauf Kwjat Sainz jr. und anschließend Lando Norris, beide McLaren wurden dabei beschädigt, fielen ans Ende des Feldes zurück und fuhren am Ende der Runde zu Reparaturarbeiten an die Box. Die Rennleitung rief zur Bergung der Trümmerteile, die auf der Strecke lagen, das virtuelle Safety-Car aus. Hamilton führte vor Bottas, Leclerc, Vettel, Verstappen, Gasly, Ricciardo, Pérez, Hülkenberg und Grosjean.
Kwjat erhielt eine Durchfahrtsstrafe für das Verursachen der Kollision mit Sainz jr. und Norris, die er am Ende der siebten Runde antrat. Außerdem bekam er zwei Strafpunkte. Auf Anweisung des Kommandostandes ließ Leclerc in Runde elf Vettel vorbei. Ab der zehnten Runde bekamen die Piloten, die auf der Soft-Mischung gestartet waren, Probleme mit der Performance ihrer Reifen. Räikkönen, der auf Medium gestartet war, überholte beide Haas-Fahrer und Hülkenberg. Alle drei Piloten fuhren in die Box und wechselten auf Hard, Hülkenberg fiel hinter Grosjean zurück, der eine Runde früher gestoppt hatte.
Vettel gelang es nicht, sich von Leclerc abzusetzen, er verbremste sich mehrfach und lag nach 13 Runden bereits mehr als zehn Sekunden hinter Hamilton zurück. In Runde 16 stellte Hülkenberg sein Fahrzeug an der Box ab. In Runde 17 wechselte Verstappen auf Hard, er kam unmittelbar vor Räikkönen auf dem achten Platz auf die Strecke zurück. Er überholte noch in der gleichen Runde Pérez. Vettel wechselte eine Runde später auf Hard, er blieb dabei knapp vor Verstappen. Verstappen griff Vettel an, verbremste sich dabei aber, sodass Vettel wieder vorbeiging. Pérez wechselte in Runde 20 auf Hard.
In Runde 21 fuhr Bottas an die Box und wechselte auf Hard. Er verlor lediglich eine Position an Leclerc. Eine Runde später wechselten Hamilton und Leclerc auf Hard. Hamilton blieb in Führung, Leclerc fiel hinter Vettel und Verstappen zurück. Gasly überholte Räikkönen, der noch nicht zum Reifenwechsel an die Box gewesen war und lag nun auf dem sechsten Platz.
Bottas fuhr auf den frischen Runden mehrmals die bis dahin schnellste Runde des Rennens und verkürzte den Rückstand auf Hamilton, der bereits mehr als fünf Sekunden betragen hatte, auf unter 1,5 Sekunden. Als Hamiltons Reifen jedoch nach zwei Runden auf Temperatur waren, setzte er sich wieder von Bottas ab.
Räikkönen wechselte in Runde 25 auf Hard, er fiel unmittelbar hinter Magnussen zurück und war nun Elfter. Er überholte Magnussen jedoch sofort und schob sich so auf den zehnten Platz nach vorne. In den folgenden Runden schloss er auf Grosjean auf und überholte ihn in Runde 29.
Leclerc verringerte mit mehreren schnellen Runden den Rückstand auf Verstappen, er holte teilweise eine Sekunde pro Runde auf. Verstappen wechselte in Runde 34 ein weiteres Mal die Reifen, dieses Mal auf Medium. Vettel kam eine Runde später ebenfalls an die Box und wechselte auf Medium, er blieb deutlich vor Verstappen. Hamilton und Bottas wechselten in Runde 36 ebenfalls nochmal auf Medium. Hamilton blieb knapp vor Leclerc, Bottas kam vier Sekunden hinter dem Ferrari-Piloten auf die Strecke zurück.
Vettel fuhr die bis dahin schnellste Runde des Rennens, er holte innerhalb einer Runde drei Sekunden auf Leclerc auf. Bottas hatte seinen Rückstand auf Leclerc aufgeholt und griff ihn an, Leclerc verteidigte sich jedoch zunächst. Eine Runde später ging Bottas dann vorbei. Vettel schloss ebenfalls auf Leclerc auf und ging vorbei, Leclerc wechselte in Runde 42 dann auf Medium. Kwjat gab in der gleichen Runde das Rennen auf. Auch Norris stellte wenige Runden vor dem Ende sein Fahrzeug an der Box ab.
Gasly wechselte in der 53. Runde ein weiteres Mal die Reifen, mit frischen Medium-Reifen wollte er die schnellste Rennrunde erzielen. Er verlor durch den Boxenstopp keine Position. In der letzten Runde gelang es Gasly, in 1:34,732 Minuten die schnellste Rennrunde zu erzielen.
Hamilton gewann das Rennen vor Bottas und Vettel. Es war der 75. Sieg für Hamilton in der Formel-1-Weltmeisterschaft. Mercedes erzielte im dritten Rennen der Saison den dritten Doppelsieg und hatte somit in 130 von 132 möglichen Punkten erzielt. Die restlichen Punkteplatzierungen belegten Verstappen, Leclerc, Gasly, Ricciardo, Pérez, Räikkönen und Albon. Da Gasly die schnellste Rennrunde fuhr und das Rennen unter den ersten Zehn beendete, erhielt er einen zusätzlichen Punkt.
In der Fahrerwertung übernahm Hamilton die Führung vor Bottas, Verstappen blieb Dritter. In der Konstrukteurswertung blieben die ersten drei Positionen unverändert.

## Meldeliste
| Team                             | Nr. | Fahrer             | Chassis                       | Motor                         | Reifen |
| -------------------------------- | --- | ------------------ | ----------------------------- | ----------------------------- | ------ |
| Mercedes-AMG Petronas Motorsport | 44  | Lewis Hamilton     | Mercedes-AMG F1 W10 EQ Power+ | Mercedes-AMG F1 M10 EQ Power+ | P      |
| Mercedes-AMG Petronas Motorsport | 77  | Valtteri Bottas    | Mercedes-AMG F1 W10 EQ Power+ | Mercedes-AMG F1 M10 EQ Power+ | P      |
| Scuderia Ferrari Mission Winnow  | 05  | Sebastian Vettel   | Ferrari SF90                  | Ferrari 064                   | P      |
| Scuderia Ferrari Mission Winnow  | 16  | Charles Leclerc    | Ferrari SF90                  | Ferrari 064                   | P      |
| Aston Martin Red Bull Racing     | 33  | Max Verstappen     | Red Bull Racing RB15          | Honda RA619H                  | P      |
| Aston Martin Red Bull Racing     | 10  | Pierre Gasly       | Red Bull Racing RB15          | Honda RA619H                  | P      |
| Renault F1 Team                  | 03  | Daniel Ricciardo   | Renault R.S.19                | Renault E-Tech 19             | P      |
| Renault F1 Team                  | 27  | Nico Hülkenberg    | Renault R.S.19                | Renault E-Tech 19             | P      |
| Rich Energy Haas F1 Team         | 08  | Romain Grosjean    | Haas VF-19                    | Ferrari 064                   | P      |
| Rich Energy Haas F1 Team         | 20  | Kevin Magnussen    | Haas VF-19                    | Ferrari 064                   | P      |
| McLaren F1 Team                  | 55  | Carlos Sainz jr.   | McLaren MCL34                 | Renault E-Tech 19             | P      |
| McLaren F1 Team                  | 04  | Lando Norris       | McLaren MCL34                 | Renault E-Tech 19             | P      |
| SportPesa Racing Point F1 Team   | 11  | Sergio Pérez       | Racing Point RP19             | BWT Mercedes                  | P      |
| SportPesa Racing Point F1 Team   | 18  | Lance Stroll       | Racing Point RP19             | BWT Mercedes                  | P      |
| Alfa Romeo Racing                | 07  | Kimi Räikkönen     | Alfa Romeo Racing C38         | Ferrari 064                   | P      |
| Alfa Romeo Racing                | 99  | Antonio Giovinazzi | Alfa Romeo Racing C38         | Ferrari 064                   | P      |
| Red Bull Toro Rosso Honda        | 26  | Daniil Kwjat       | Scuderia Toro Rosso STR14     | Honda RA619H                  | P      |
| Red Bull Toro Rosso Honda        | 23  | Alexander Albon    | Scuderia Toro Rosso STR14     | Honda RA619H                  | P      |
| ROKiT Williams Racing            | 63  | George Russell     | Williams FW42                 | Mercedes-AMG F1 M10 EQ Power+ | P      |
| ROKiT Williams Racing            | 88  | Robert Kubica      | Williams FW42                 | Mercedes-AMG F1 M10 EQ Power+ | P      |

## Klassifikationen

### Qualifying
| Pos.                                                                      | Fahrer             | Konstrukteur              | Q1         | Q2       | Q3         | Start |
| ------------------------------------------------------------------------- | ------------------ | ------------------------- | ---------- | -------- | ---------- | ----- |
| 01                                                                        | Valtteri Bottas    | Mercedes                  | 1:32,658   | 1:31,728 | 1:31,547   | 01    |
| 02                                                                        | Lewis Hamilton     | Mercedes                  | 1:33,115   | 1:31,637 | 1:31,570   | 02    |
| 03                                                                        | Sebastian Vettel   | Ferrari                   | 1:33,557   | 1:32,232 | 1:31,848   | 03    |
| 04                                                                        | Charles Leclerc    | Ferrari                   | 1:32,712   | 1:32,324 | 1:31,865   | 04    |
| 05                                                                        | Max Verstappen     | Red Bull Racing-Honda     | 1:33,274   | 1:32,369 | 1:32,089   | 05    |
| 06                                                                        | Pierre Gasly       | Red Bull Racing-Honda     | 1:33,863   | 1:32,948 | 1:32,930   | 06    |
| 07                                                                        | Daniel Ricciardo   | Renault                   | 1:33,709   | 1:33,214 | 1:32,958   | 07    |
| 08                                                                        | Nico Hülkenberg    | Renault                   | 1:33,644   | 1:32,968 | 1:32,962   | 08    |
| 09                                                                        | Kevin Magnussen    | Haas-Ferrari              | 1:34,036   | 1:33,150 | keine Zeit | 09    |
| 10                                                                        | Romain Grosjean    | Haas-Ferrari              | 1:33,752   | 1:33,156 | keine Zeit | 10    |
| 11                                                                        | Daniil Kwjat       | Scuderia Toro Rosso-Honda | 1:33,783   | 1:33,236 | –          | 11    |
| 12                                                                        | Sergio Pérez       | Racing Point-BWT Mercedes | 1:34,026   | 1:33,299 | –          | 12    |
| 13                                                                        | Kimi Räikkönen     | Alfa Romeo Racing-Ferrari | 1:34,125   | 1:33,419 | –          | 13    |
| 14                                                                        | Carlos Sainz jr.   | McLaren-Renault           | 1:33,686   | 1:33,523 | –          | 14    |
| 15                                                                        | Lando Norris       | McLaren-Renault           | 1:34,148   | 1:33,967 | –          | 15    |
| 16                                                                        | Lance Stroll       | Racing Point-BWT Mercedes | 1:34,292   | –        | –          | 16    |
| 17                                                                        | George Russell     | Williams-Mercedes         | 1:35,253   | –        | –          | 17    |
| 18                                                                        | Robert Kubica      | Williams-Mercedes         | 1:35,281   | –        | –          | 18    |
| 107-Prozent-Zeit: 1:39,144 min (bezogen auf Q1-Bestzeit von 1:32,658 min) |                    |                           |            |          |            |       |
| DNQ                                                                       | Antonio Giovinazzi | Alfa Romeo Racing-Ferrari | keine Zeit | –        | –          | 19    |
| DNQ                                                                       | Alexander Albon    | Scuderia Toro Rosso-Honda | keine Zeit | –        | –          | Box   |

Anmerkungen
1. ↑  Obwohl er sich nicht qualifiziert hatte, erhielt Giovinazzi die Erlaubnis zu starten, da er im freien Training ausreichend schnell gewesen war.
2. ↑  Obwohl er sich nicht qualifiziert hatte, erhielt Albon die Erlaubnis zu starten, da er im freien Training ausreichend schnell gewesen war.
3. ↑  Albon wurde wegen eines vorzeitigen Getriebewechsels um fünf Startplätze nach hinten versetzt.

### Rennen
| Pos. | Fahrer             | Konstrukteur              | Runden | Stopps | Zeit        | Start | Schnellste Runde |
| ---- | ------------------ | ------------------------- | ------ | ------ | ----------- | ----- | ---------------- |
| 01   | Lewis Hamilton     | Mercedes                  | 56     | 2      | 1:32:06,350 | 02    | 1:35,592 (47.)   |
| 02   | Valtteri Bottas    | Mercedes                  | 56     | 2      | + 6,552     | 01    | 1:34,872 (38.)   |
| 03   | Sebastian Vettel   | Ferrari                   | 56     | 2      | + 13,744    | 03    | 1:34,836 (37.)   |
| 04   | Max Verstappen     | Red Bull Racing-Honda     | 56     | 2      | + 27,627    | 05    | 1:36,143 (45.)   |
| 05   | Charles Leclerc    | Ferrari                   | 56     | 2      | + 31,276    | 04    | 1:34,860 (45.)   |
| 06   | Pierre Gasly       | Red Bull Racing-Honda     | 56     | 3      | + 1:29,307  | 06    | 1:34,742 (55.)   |
| 07   | Daniel Ricciardo   | Renault                   | 55     | 1      | + 1 Runde   | 07    | 1:38,632 (38.)   |
| 08   | Sergio Pérez       | Racing Point-BWT Mercedes | 55     | 1      | + 1 Runde   | 12    | 1:38,702 (37.)   |
| 09   | Kimi Räikkönen     | Alfa Romeo Racing-Ferrari | 55     | 1      | + 1 Runde   | 13    | 1:37,812 (27.)   |
| 10   | Alexander Albon    | Scuderia Toro Rosso-Honda | 55     | 1      | + 1 Runde   | Box   | 1:38,901 (22.)   |
| 11   | Romain Grosjean    | Haas-Ferrari              | 55     | 2      | + 1 Runde   | 10    | 1:36,873 (37.)   |
| 12   | Lance Stroll       | Racing Point-BWT Mercedes | 55     | 2      | + 1 Runde   | 16    | 1:36,678 (46.)   |
| 13   | Kevin Magnussen    | Haas-Ferrari              | 55     | 2      | + 1 Runde   | 09    | 1:37,471 (35.)   |
| 14   | Carlos Sainz jr.   | McLaren-Renault           | 55     | 2      | + 1 Runde   | 14    | 1:37,502 (44.)   |
| 15   | Antonio Giovinazzi | Alfa Romeo Racing-Ferrari | 55     | 2      | + 1 Runde   | 19    | 1:38,048 (32.)   |
| 16   | George Russell     | Williams-Mercedes         | 54     | 2      | + 2 Runden  | 17    | 1:37,283 (51.)   |
| 17   | Robert Kubica      | Williams-Mercedes         | 54     | 1      | + 2 Runden  | 18    | 1:39,772 (28.)   |
| 18   | Lando Norris       | McLaren-Renault           | 50     | 3      | DNF         | 15    | 1:38,346 (37.)   |
| –    | Daniil Kwjat       | Scuderia Toro Rosso-Honda | 42     | 4      | DNF         | 11    | 1:37,978 (27.)   |
| –    | Nico Hülkenberg    | Renault                   | 16     | 2      | DNF         | 08    | 1:39,677 (14.)   |

## WM-Stände nach dem Rennen
Die ersten zehn des Rennens bekamen 25, 18, 15, 12, 10, 8, 6, 4, 2 bzw. 1 Punkt(e). Zusätzlich gab es einen Punkt für die schnellste Rennrunde, da der Fahrer unter den ersten zehn landete.

### Fahrerwertung
| Pos. | Fahrer           | Konstrukteur              | Punkte |
| ---- | ---------------- | ------------------------- | ------ |
| 01   | Lewis Hamilton   | Mercedes                  | 68     |
| 02   | Valtteri Bottas  | Mercedes                  | 62     |
| 03   | Max Verstappen   | Red Bull Racing-Honda     | 39     |
| 04   | Sebastian Vettel | Ferrari                   | 37     |
| 05   | Charles Leclerc  | Ferrari                   | 36     |
| 06   | Pierre Gasly     | Red Bull Racing-Honda     | 13     |
| 07   | Kimi Räikkönen   | Alfa Romeo Racing-Ferrari | 12     |
| 08   | Lando Norris     | McLaren-Renault           | 8      |
| 09   | Kevin Magnussen  | Haas-Ferrari              | 8      |
| 10   | Nico Hülkenberg  | Renault                   | 6      |

| Pos. | Fahrer             | Konstrukteur              | Punkte |
| ---- | ------------------ | ------------------------- | ------ |
| 11   | Daniel Ricciardo   | Renault                   | 6      |
| 12   | Sergio Pérez       | Racing Point-BWT Mercedes | 5      |
| 13   | Alexander Albon    | Scuderia Toro Rosso-Honda | 3      |
| 14   | Lance Stroll       | Racing Point-BWT Mercedes | 2      |
| 15   | Daniil Kwjat       | Scuderia Toro Rosso-Honda | 1      |
| 16   | Antonio Giovinazzi | Alfa Romeo Racing-Ferrari | 0      |
| 17   | Romain Grosjean    | Haas-Ferrari              | 0      |
| 18   | Carlos Sainz jr.   | McLaren-Renault           | 0      |
| 19   | George Russell     | Williams-Mercedes         | 0      |
| 20   | Robert Kubica      | Williams-Mercedes         | 0      |

### Konstrukteurswertung
| Pos. | Konstrukteur              | Punkte |
| ---- | ------------------------- | ------ |
| 1    | Mercedes                  | 130    |
| 2    | Ferrari                   | 73     |
| 3    | Red Bull Racing-Honda     | 52     |
| 4    | Renault                   | 12     |
| 5    | Alfa Romeo Racing-Ferrari | 12     |

| Pos. | Konstrukteur              | Punkte |
| ---- | ------------------------- | ------ |
| 06   | Haas-Ferrari              | 8      |
| 07   | McLaren-Renault           | 8      |
| 08   | Racing Point-BWT Mercedes | 7      |
| 09   | Scuderia Toro Rosso-Honda | 4      |
| 10   | Williams-Mercedes         | 0      |